# Dicranophragma (Brachylimnophila) inaequale
Dicranophragma (Brachylimnophila) inaequale is een tweevleugelige uit de familie steltmuggen (Limoniidae). De soort komt voor in het Oriëntaals gebied.